# 昌马镇
昌马乡，是中华人民共和国甘肃省酒泉市玉门市下辖的一个乡镇级行政单位。

## 行政区划
昌马乡下辖以下地区：
水峡村、南湖村、上游村、昌马村和东湾村。